# Arturo Rivera y Damas
Monseñor Arturo Rivera Damas (San Esteban Catarina, El Salvador, 30 de septiembre de 1923 - San Salvador, El Salvador, 26 de noviembre de 1994) fue un religioso católico salvadoreño, Obispo de Santiago de María (1977-1980) y arzobispo metropolitano de San Salvador (1980-1994).
El servicio episcopal de monseñor Rivera como arzobispo de la capital de El Salvador, coincidió con la guerra civil del país. Fue el sucesor inmediato del arzobispo Óscar Arnulfo Romero. Entre 1977 y 1980, monseñor Rivera, fue activo colaborador de Monseñor Romero, con quien mantuvo una relación personal de amistad. Había sido obispo auxiliar de San Salvador, (1961-1977) durante el ministerio episcopal del precursor de Romero, Luis Chávez y González.

## Carrera eclesiástica
Nació en San Esteban Catarina, en el departamento de San Vicente, el 30 de septiembre de 1923, dentro de una familia de clase media. Él fue ordenado sacerdote de la orden salesiana, el 19 de septiembre de 1953. En una ocasión, monseñor Rivera declaró a un periodista que entró en la congregación salesiana, “porque deseaba trabajar con los pobres, y entonces los salesianos eran los que más hacían eso.”
Fue designado obispo auxiliar de San Salvador el 30 de julio de 1960, por el papa Juan XXIII. Al mismo tiempo, lo designaron obispo titular de Legia. A la luz del fermento de las ideas sociales de la conferencia episcopal latinoamericana de Medellín, a la que monseñor Rivera asistió como delegado de los obispos salvadoreños, nuevas ideas pastorales se extendieron por la arquidiócesis en la década de 1970. Rivera apoyó el trabajo pastoral emprendido por el padre Rutilio Grande en las zonas rurales de la arquidiocésis, además de apoyar las innovaciones pastorales y teológicas que eran realizadas por los jesuitas. Cuando el arzobispo Chávez se retiró en 1977, monseñor Óscar Romero, obispo de Santiago de María, fue nombrado como arzobispo de San Salvador. 

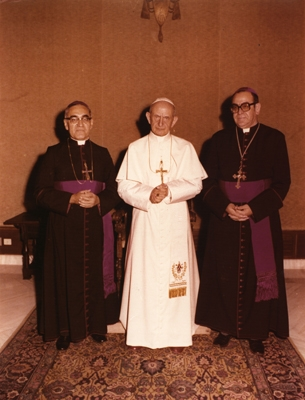
Arturo Rivera, Monseñor Óscar Romero fotografiados junto a Pablo VI, seis semanas antes de la muerte del papa.

En septiembre de 1977, el papa Pablo VI designó a Rivera como Obispo de Santiago de María, antigua sede episcopal de Óscar Romero. Durante el ministerio arzobispal de Romero, monseñor Rivera era generalmente el único aliado de Romero en las votaciones de la conferencia episcopal salvadoreña. En este período (1977-1980) Como obispo, Monseñor Rivera trató de aplicar las enseñanzas del Concilio Vaticano II y la conferencia de obispos latinoamericanos de Medellín de 1968; manteniendo una activa colaboración con Monseñor Romero.

## Arzobispo de San Salvador
El 24 de marzo de 1980, monseñor Romero fue asesinado. En abril de ese año, el papa Juan Pablo II, nombró a Rivera como administrador apostólico de la Arquidiócesis de San Salvador. Él continuó la línea pastoral de Romero, y fue confirmado como arzobispo, el 28 de febrero de 1981. 
El ministerio episcopal de Rivera fue un período delicado, durante la cual él sufrió numerosas amenazas contra su vida, por mantener una línea clara de denuncias a las injusticias y crímenes de la guerra, en términos enfáticos. En 1983, el arzobispo Rivera, organizó la recepción al papa Juan Pablo II, en su primera visita a El Salvador. En 1984, monseñor Rivera y su obispo auxiliar monseñor Gregorio Rosa Chávez participaron como mediadores en las reuniones de diálogo de La Palma y Ayagualo, entre el gobierno y las fuerzas insurgente del FMLN, promoviendo fuertemente la opción de la solución negociada como única salida del conflicto bélico salvadoreño. En 1985, participó nuevamente como mediador junto con el rector de la Universidad Centroamericana José Simeón Cañas (UCA), Ignacio Ellacuría, en las conversaciones para lograr la liberación de Inés Guadalupe Duarte, la hija del Presidente de la República, José Napoleón Duarte, secuestrada por el FMLN. En 1987, el arzobispo promovió una nueva reunión de diálogo, entre el gobierno y la guerrilla, en la Nunciatura Apostólica de San Salvador. En 1989, al arzobispo Rivera tuvo que afrontar una grave crisis en la arquidiócesis cuando seis sacerdotes jesuitas fueron asesinados en las instalaciones de la UCA por un escuadrón de la Fuerza Armada de El Salvador (FAES). En esta masacre murió, Ignacio Ellacuría, S. J., consejero y amigo de monseñor Rivera.
La presión de la comunidad internacional y de la Iglesia Católica a principios de la década de 1990, obligaron al gobierno y al FMLN a iniciar el proceso de negociación que llevó al fin de la guerra y a la firma de los Acuerdos de Paz de Chapultepec (1992). Aunque monseñor Rivera no participó directamente como mediador en las negociaciones del proceso final de negociación, si colaboró en la observación de la implementación de los Acuerdos. En los años finales de su ministerio, Rivera impulso, con fuerza, el proceso de la canonización de su predecesor Oscar Romero, a quién él consideraba un mártir de la Iglesia.
Rivera murió el 26 de noviembre de 1994, a causa de un infarto. Está enterrado en la Catedral Metropolitana de San Salvador, junto a la tumba de Monseñor Romero. En 1996, durante su segunda visita a El Salvador, el papa Juan Pablo II dijo que Rivera “entró en la eternidad después de haber visto despuntar en el horizonte, la paz por la que él, junto a los demás Obispos de El Salvador, había trabajado incansablemente.”
En 2004, se inauguró en San Salvador una plaza denominada "Monseñor Arturo Rivera y Damas, Artesano de la Paz"